# Bernhard Fuckeradt

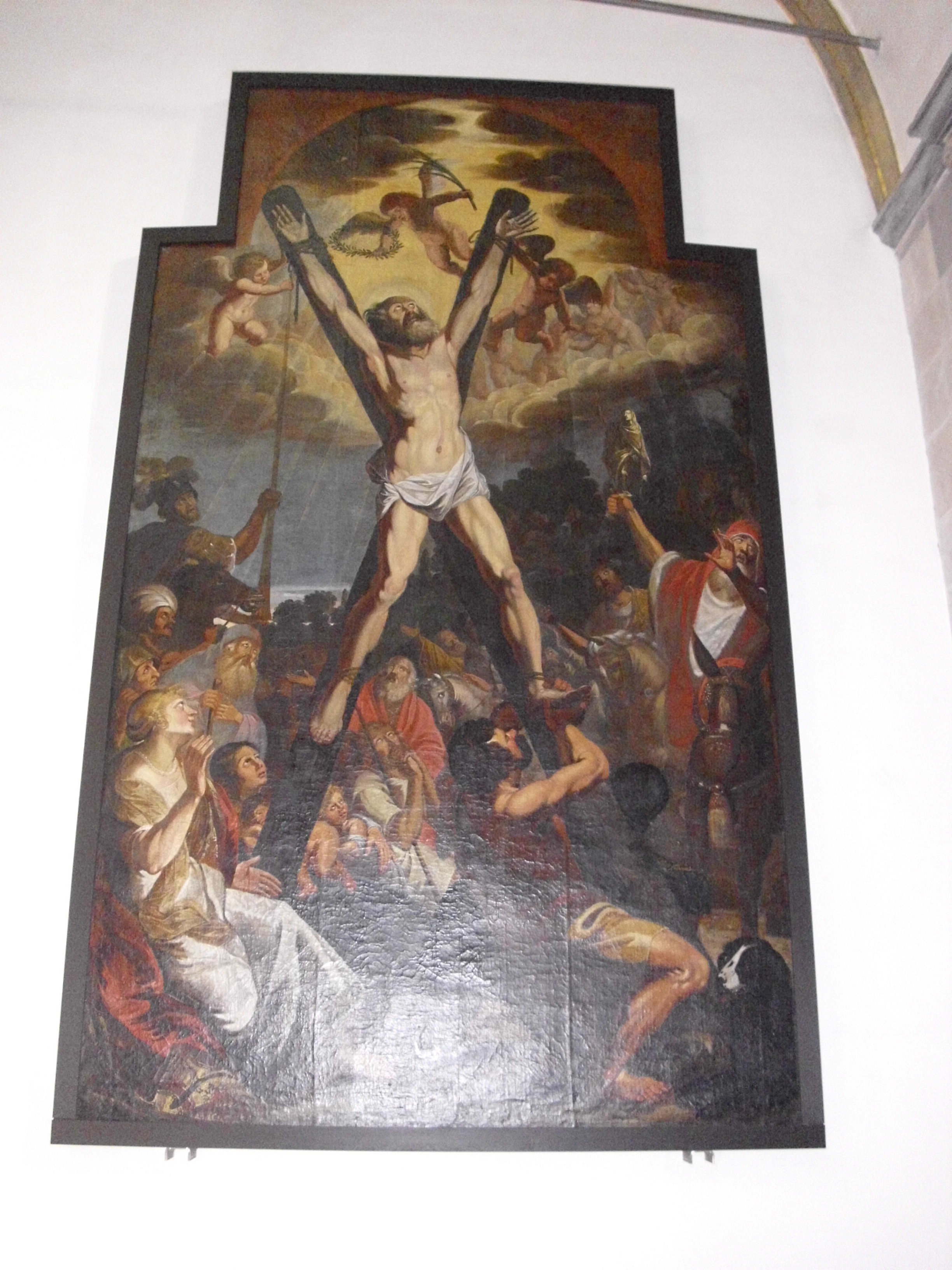
Die Kreuzigung des heiligen Andreas, 1658, St. Andreas (Köln)

Bernhard Fuckeradt (* 1601 Langensalza; † 21. April 1662 in Köln) war ein deutscher Jesuitenpater und Maler.
Fuckeradt wurde in eine lutherische Familie hineingeboren. Etwa in den 1620er Jahren kam er als Dekorationsmaler nach Köln und beschäftigte sich mit dem Anstrich und der Vergoldung der Altäre. Der Konversion im Jahre 1631 folgten die Aufnahme in den Jesuitenorden und das Noviziat in Trier von 1631 bis 1632. Zwischen 1634 und 1637 lernte er die Malerei bei Rubens in Antwerpen. Danach war er als Maler der Bilder mit religiösen Motiven in Köln, Düsseldorf (1645, 1647–1654) und in Aachen (1646, 1656) tätig.
Fuckeradt malte zahlreiche Bilder u. a. für die Jesuitenkirche St. Mariä Himmelfahrt in Köln und für die Jesuitenkirche St. Andreas in Düsseldorf. Seine Werke gingen größtenteils nach der Auflösung des Jesuitenordens (Düsseldorf, Aachen) und während des Zweiten Weltkrieges (St. Mariä Himmelfahrt) verloren. Sein letztes und einziges existierendes Werk ist das Martyrium des Apostels Andreas, angefertigt in den Jahren 1658–1662 für den neuen, barocken Altar der Stiftskirche St. Andreas in Köln. Joseph Braun erwähnt noch zwei Zeichnungen von Fuckeradt im Wallraf-Richartz-Museum. Die letzten Lebensjahre verbrachte Bernhard Fuckeradt, an Asthma erkrankt, im Jesuitenkolleg in Köln.